# ستانوود كوب
ستانوود كوب (6 نوفمبر 1881 – 29 ديسمبر 1982) كان مدرسًا وكاتبًا أمريكيًا وبهائيًا بارزًا في القرن العشرين.
ولد في نيوتن، ماساتشوستس، وهو ابن داريوس كوب وزوجته، لورا ماي ليلي. كان داريوس وشقيقه التوأم سايروس كوب جنودًا في الحرب الأهلية وفنانين، ومن نسل إلدر هنري كوب من الرحلة الثانية لسفينة المايفلاور. كانت والدتهما يونيس هيل وايت كوب، الرئيسة المؤسسة للمعهد الفسيولوجي للسيدات في بوسطن. أنجب داريوس كوب وزوجته أربع بنات وثلاثة أبناء. درس ستانوود كوب في كلية دارتموث، حيث كان متفوق دفعته المتخرجة عام 1903 أو 1905 ، ثم في كلية هارفارد اللاهوتية، وحصل على درجة ماجستير الآداب في الفلسفة والدين المقارن عام 1910 . لاحظ عمل أطروحته، المستوطنات التجريبية الشيوعية في الولايات المتحدة الأمريكية، أن كل مستوطنة من هذا القبيل قد فشلت في غضون جيل بسبب عدم قدرة الشيوعية على جعل الناس يخضعون رغباتهم الخاصة لصالح المجموعة. في عام 1919، تزوج من إيدا نايان ويتلام. كان كوب عضوًا في العديد من الجمعيات الأدبية وفي نادي كوزموس بواشنطن العاصمة.
عاش كوب في الخارج لعدة سنوات قبل أن يستقر في تشيفي تشيس، ماريلاند، حيث توفي.

## المسيرة المهنية كمربي
في الفترة 1907–1910، درّس كوب التاريخ واللاتينية في كلية روبرت في القسطنطينية (الآن إسطنبول)، تلتها عدة سنوات من التدريس في الولايات المتحدة وأوروبا. ترأس لاحقًا قسم اللغة الإنجليزية في كلية سانت جونز في أنابوليس، ماريلاند (1914–15)، ودرّس في مدرسة آشفيل في آشفيل، كارولينا الشمالية (1915–16)، وكان مدرسًا للتاريخ واللغة الإنجليزية في الأكاديمية البحرية الأمريكية (1916–19). محبطًا من تجربة التدريس في الأكاديمية، سمع كوب محاضرة لماريتا جونسون التي ساعدت في تنظيم وتبلور أفكاره حول ممارسة التعليم ونظرية المناهج الدراسية. نتيجة لذلك، في عام 1919، أسس كوب مدرسة تشيفي تشيس كاونتي داي، التي كان مديرها حتى تقاعده، ونشطًا في حركة التعليم التقدمي في الولايات المتحدة، أصبح مؤسسًا وقوة دافعة، وأول أمين سر، ورئيسًا في النهاية (1927–1930) لجمعية تقدم التعليم التقدمي، التي أعيدت تسميتها في عام 1931 إلى جمعية التعليم التقدمي (PEA) ثم الزمالة الأمريكية للتعليم. كان أول رئيس هو آرثر إي. مورغان. لاحقًا، شغل جون ديوي المؤثر منصب الرئيس. استقال كوب من الرئاسة في عام 1930 بعد تدفق مؤيدي جورج كاونتس الذين حولوا تركيز الجمعية من نهج التعلم المتمحور حول الطالب إلى نهج موجه نحو السياسة الاجتماعية في نظرية التعليم. ومع ذلك، بين التأثير الهائل لـالحرب العالمية الثانية على كل الأفكار وتورط العديد من أعضاء جمعية التعليم التقدمي (PEA) في الشيوعية والأجواء العامة لمعاداة الشيوعية في الولايات المتحدة، ضاعت إلى حد كبير إنجازات الجمعية قبل استقالة كوب وبعدها.

## حياته كبهائي
بعد النظر في الثيوصوفية واليهودية الإصلاحية وموضوعات أخرى في الدين' بحث كوب في الدين البهائي بعد أن لفتت انتباهه سلسلة من المقالات في بوسطن ترانسكريبت عن الدين. تابع اهتمامه إلى مركز مؤتمرات غرين آكر في إليوت، مين عام 1906 أثناء دراسته في كلية هارفارد اللاهوتية استعدادًا لخدمة التوحيديين كقس. أثرت سارة فارمر كثيرًا في كوب، وكان ثورنتون شايس يقدم سلسلة من المحاضرات. في تلك المناسبة اعتنق كوب الدين البهائي.
بين عامي 1909 و 1913 التقى بـعبد البهاء خمس مرات (مرتين في عكا وعدة مرات خلال رحلة الأخير إلى أوروبا والولايات المتحدة). في عام 1911 ألقى كوب وعدد من الآخرين محاضرات تكريمًا للدعوة الشخصية من عبد البهاء للويس جورج جريجوري للحج.
كان كوب عضوًا مؤسسًا في المحفل الروحاني للبهائيين في واشنطن العاصمة عام 1933، وعمل في لجان مختلفة (على سبيل المثال كان كوب رئيسًا للجنة التبليغ في عام 1935) وحرر مجلتين بهائيتين: نجم الغرب في عام 1924، ونظام عالمي من 1935 إلى 39.

## الكتب والمقالات المؤلفة
كان كوب كاتبًا غزير الإنتاج. من بين كتبه:
- التركي الحقيقي. 1914, The Pilgrim Press, ISBN B000NUP6SI.
- عائشة البوسفور. 1915, Boston Murray and Emery Co.
- التصوف الجوهري. 1918, Four Seasons, (أعيد نشره 2006 بواسطة Kessinger Publishing, LLC كـ (ردمك 978-1-4286-0910-5)).
- سيملا، قصة حب. 1919, The Cornhill Company.
- الخميرة الجديدة: التعليم التقدمي وتأثيره على الطفل والمجتمع. 1928, (مراجعة جاي توماس بوسويل نُشرت في The Elementary School Journal, المجلد 29، رقم 3 (نوفمبر 1928)، الصفحات 232–233)..
- حكمة وو مينغ فو. 1931, Henry Holt and Company.
- اكتشاف العبقرية بداخلك 1932, John Day Publisher, ومرة أخرى، World Publishing Co., Cleveland, 1941.
- آفاق جديدة للطفل. 1934, Avalon Press.
- الأمن في عالم فاشل. 1934, Avalon Press.
- طريق حياة وو مينغ فو. 1935 (أعيد طبعه 1942), Avalon Press.
- الشخصية – تسلسل في علم النفس الروحي. 1938, Avalon Press.
- رموز أمريكا. 1946, Avalon Press.
- غداً وغداً. 1951, Avalon Press.
- الحمار أم الفيل. 1951, Avalon Press.
- ما هو الإنسان؟. 1952.
- حكيم الجبل المقدس؛ إنجيل الطمأنينة. 1953, Avalon Press.
- شراكة رائعة. 1954, Vantage Press Publisher (مراجعة وارن إس. ترايون نُشرت في The New England Quarterly، المجلد 28، رقم 3 (سبتمبر 1955)، الصفحة 429).
- ما هو الله؟. 1955, Avalon Press.
- ما هو الحب؟. 1957, Avalon Press.
- مساهمات إسلامية في الحضارة. 1963, Avalon Press.
- ذكريات عبد البهاء. 1962, Avalon Press.
- أهمية الإبداع. 1967, Scarecrow Press.
- الحياة مع نايان. 1969, Avalon Press.
- الحياة المشعة. 1970, Avalon Press.
- معنى الحياة. 1972, Avalon Press.
- أفكار حول التعليم والحياة. 1975, Avalon Press.
- دعوة للعمل: طور قوتك الروحية: تحقيق الإنسان على .... 1977, Avalon Press.
- ملحمة قرنين 1979 (سيرة ذاتية).

على غرار كتبه، كان تركيز مقالات كوب موجهاً نحو التعليم والبهائية - ذا أتلانتيك (فبراير 1921)
- The الجمعية الأمريكية للأبحاث النفسية بواسطة الجمعية الأمريكية للأبحاث النفسية
- مجلة فنون المدرسة بواسطة Davis Press،
- تعليم الطفولة بواسطة الجمعية الدولية لتعليم الطفولة
- دراسة الطفل بواسطة جمعية دراسة الطفل الأمريكية
- مجلة نيو إنجلاند بواسطة مشروع صناعة أمريكا
- طريق التعلم: مقالات في التربية بواسطة Henry Wyman Holmes, Burton P. Fowler, نُشر عام 1926 بواسطة Little, Brown and Company
- التعليم التقدمي بواسطة جمعية التعليم التقدمي

بالإضافة إلى
- العالم البهائي (انظر الدوريات البهائية للمعلومات)
- نظام عالمي (مجلة)

## روابط خارجية
- أعمال أو نبذة عن ستانوود كوب على أرشيف الإنترنت
- الجمعية الدولية لتعليم الطفولة